# یوکی ساتو (صداپیشه)
یوکی ساتو (انگلیسی: Yuki Sato; January 26 – ) صداپیشگی در ژاپن اهل ژاپن بود. وی از سال ۱۹۸۶ میلادی تاکنون مشغول فعالیت بوده‌است.